# Castellví de la Marca
Castellví de la Marca es un municipio y localidad de España ubicado en la comarca del Alto Panadés, en la provincia de Barcelona, Comunidad autónoma de Cataluña, con una superficie de 28,70 km², una población de 1628 habitantes (2008) y una densidad de población de 56,72 hab/km².
El ayuntamiento se encuentra en la localidad de La Munia.

## Geografía
Integrado en la comarca de Alto Panadés, su capital, La Munia, se sitúa a 64 kilómetros de Barcelona. El término municipal está atravesado por la autopista del Mediterráneo (AP-7) y por la carretera nacional N-340, en el pK 1206, además de por la carretera provincial B-212, que conecta con Santa Margarita y Monjós y San Jaime dels Domenys. 
El relieve del municipio es accidentado en el norte y noroeste por los contrafuertes orientales de la sierra de Montmell, siendo bastante más llano en el este y el sur, que continúa con la depresión del Panadés. El término pertenece a la cuenca hidrográfica del río de Foix, aunque es regado por sus afluentes la riera de La Munia y la riera de Marmellar, que desaguan por la derecha fuera del término municipal. La altitud oscila entre los 560 metros al oeste, en el límite con Montmell, y los 150 metros al sureste, a orillas de un torrente. La capital municipal se alza a 193 metros sobre el nivel del mar. 
| Noroeste: Montmell (Tarragona)                                   | Norte: San Martín Sarroca                             | Noreste: San Martín Sarroca       |
| Oeste: Montmell (Tarragona) y San Jaime dels Domenys (Tarragona) |                                                       | Este: Santa Margarita y Monjós    |
| Suroeste: San Jaime dels Domenys (Tarragona)                     | Sur: Castellet y Gornal y Arbós (Tarragona) (exclave) | Sureste: Santa Margarita y Monjós |

## Demografía
Castellví de la Marca cuenta con una población de 1716 habitantes (INE 2024).
| Gráfica de evolución demográfica de Castellví de la Marca entre 1842 y 2021                                           |
| |
| Población de derecho según los censos de población del INE. Población de hecho según los censos de población del INE. |